# Anastasija Jakimava
Anastasija Jakimava (hviderussisk: Анастасія (el. Настасься) Аляксееўна Якімава tr. Anastasija (el. Natassija) Aljaksejewna Jakimava ; russisk: Анастаси́я Алексе́евна Еки́мова tr. Anastasija Aleksejevna Jekimova; født 1. november 1986 i Minsk, Sovjetunionen) er en professionel tennisspiller fra Hviderusland.